# Frederick Stafford
Frederick Stafford (11. března 1928, Piešťany, Československo – 28. července 1979, u Sarnenského jezera, Švýcarsko) byl herec známý zejména z evropských špionážních filmů. Vyrostl v Československu, později žil v Austrálii nebo Rakousku, hovořil plynně česky, německy, anglicky, francouzsky a italsky.

## Životopis
Narodil se jako Friedrich Strobel von Stein do rodiny slovenských Němců. Byl synem továrníka a roku 1948 se rozhodl emigrovat. Usadil se v Austrálii, kde získal doktorát z chemie a posléze pracoval na manažerských pozicích ve farmaceutickém průmyslu. Zde si také poangličtil jméno na „Frederick Stafford“. Služebně hodně cestoval po Asii a roku 1964 se v Bangkoku setkal s rakouskou herečkou Marianne Hold (1933–1994), se kterou se týden po seznámení oženil. Na svatební oslavě zaujal francouzského producenta a režiséra Andrého Hunebella, který v něm spatřil ideálního představitele pro chystanou sérii filmů o agentu OSS 117 (variace na Jamese Bonda) a nabídl mu v ní účinkovat. Stafford údajně reagoval slovy: „Proč ne?“
Během druhé poloviny 60. let tak vytvořil hlavní role v několika špionážních nebo válečných filmech francouzské či italské provenience. Výjimkou a jeho nakonec zřejmě nejznámějším filmem byl Hitchcockův Topaz (1969), který však nebyl příliš dobře hodnocen. Neúspěch byl přičítán i Staffordovu chabému hereckému výkonu. Stafford měl ústřední roli a jeho blízkými hereckými partnery byli Dany Robin jako jeho manželka, Claude Jade jako jeho dcera, Michel Subor jako jeho zeť a Karin Dor jako jeho milenka. Jeho protějškem v roli šéfa špionážní skupiny "Topaz" byl Michel Piccoli. 
V 70. letech natočil Stafford ještě několik filmů, většinou italské produkce, bez většího úspěchu, mimo jiné La ragazza di via Condotti se svou filmovou dcerou z Hitchcockova filmu Claude Jade; naposledy natočil horor Vlkodlačí žena (1976).
S manželkou Marianne měl syna Rodericka (*1964).
Zemřel roku 1979 tragicky ve Švýcarsku při srážce dvou malých letadel nad Sarnenským jezerem. Jeho letadlo pilotoval jeho přítel Pavel Krahulec, lékař českého původu. Byli společně pohřbeni ve Witikonu u Curychu, tamtéž později spočinula i Staffordova žena Marianne.